# Forever Young (EP)
Pour les articles homonymes, voir Forever Young.
Albums de Seo In-young
Brand New Elly
(2011)
Forever Young est un EP de la chanteuse sud-coréenne Seo In-young, paru en 2013. Il est sorti le 15 mai 2013 en Corée du Sud. Le single promu est Let's Break Up (헤어지자).

## Liste des titres
| No | Titre            | Auteur                      | Producteur(s)                     | Durée |
| -- | ---------------- | --------------------------- | --------------------------------- | ----- |
| 1. | I Want You Back  | Kush, Seo Won-jin           | Kush, JINX, Seo Won-jin           | 3:51  |
| 2. | Anymore          | Kush                        | Kush, JINX                        | 3:49  |
| 3. | 헤어지자         | Kush, Sunwoo Jung-ah        | Kush, Seo Won-jin, Sunwoo Jung-ah | 4:25  |
| 4. | 편지             | Seo Won-jin, Sunwoo Jung-ah | Kush, Sunwoo Jung-ah              | 3:48  |
| 5. | Let's Dance      | 4realz                      | Seo Won-jin, DJ Soulscape         | 3:20  |
| 6. | Anymore (Remix)  | Kush,                       | Kush, JINX                        | 2:31  |
| 7. | 헤어지자 (Inst.) | Kush, Sunwoo Jung-ah        | Kush, Seo Won-jin, Sunwoo Jung-ah | 4:25  |